# احساس (فیلم ۱۹۵۴)
احساس (به ایتالیایی: Senso) فیلمی ایتالیایی به کارگردانی لوکینو ویسکونتی در سال ۱۹۵۴ است. فیلم‌نامهٔ این فیلم از رمان احساس کامیلو بویتو اقتباس شده است. داستان این فیلم در حدود سال ۱۸۶۶ در زمان جنگ اتحاد ایتالیا و اتریش اتفاق می‌افتد.